# San José Carpizo Uno
San José Carpizo Uno är en ort i Mexiko.   Den ligger i kommunen Champotón och delstaten Campeche, i den östra delen av landet, 900 km öster om huvudstaden Mexico City. San José Carpizo Uno ligger 18 meter över havet och antalet invånare är 272.
Terrängen runt San José Carpizo Uno är platt. Runt San José Carpizo Uno är det glesbefolkat, med 11 invånare per kvadratkilometer. Närmaste större samhälle är Santo Domingo Kesté, 10,3 km norr om San José Carpizo Uno. I omgivningarna runt San José Carpizo Uno växer i huvudsak lövfällande lövskog.